# Follicule primordial

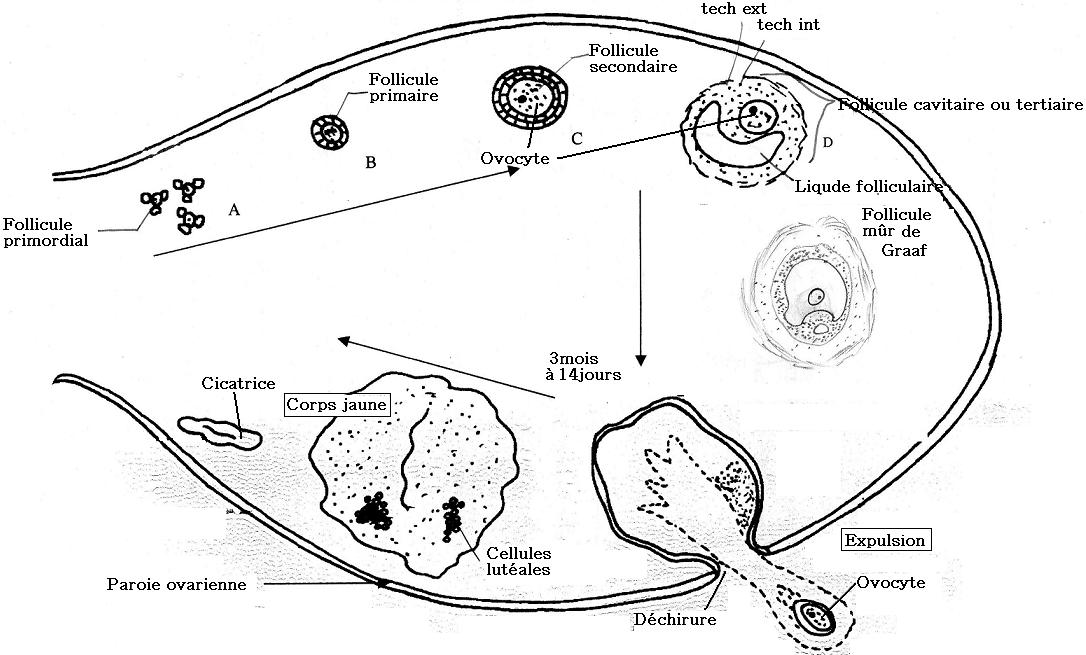
cliquez sur l'image pour avoir un schéma explicatif de l'évolution du follicule dans l'ovaire.

Le follicule primordial est le premier des quatre stades de développement du follicule ovarien.
Les quatre stades de développement du follicule ovarien sont : follicule primordial → follicule primaire → follicule secondaire → follicule tertiaire.

## Mise en place des ovocytes de premier ordre
La plus grande partie des ovogonies se divisent encore après la première division mitotique du gonocyte, mais quelques-unes d'entre elles se différencient en cellules plus grandes, les ovocytes de premier ordre. Immédiatement après cette formation, elles doublent leur capital d'ADN et entrent dans la prophase de leur première division méiotique. Au cours des mois qui suivent, le nombre de cellules germinales dans les ovaires atteint son maximum, estimé à 7 millions pour les 2 ovaires. À ce moment commence la dégénérescence cellulaire : de nombreuses ovogonies et ovocytes de premier ordre s'atrésient (plus de 75 %). À partir du septième mois de développement embryonnaire, la majorité de ces cellules dégénère, à l'exception d'un petit nombre en surface. Il n'en reste à la naissance qu'un million, et la dégénérescence se poursuit plus doucement jusqu'à la puberté. Il reste alors un pool d'ovocytes I de 400 000 unités.

## Mise en place du follicule primordial
Tous les ovocytes de premier ordre survivants sont entrés dans le premier stade de division méiotique et le plus grand nombre d'entre eux sont entourés chacun d'une couche de cellules épithéliales plates. Chaque ovocyte de premier ordre forme, avec les cellules épithéliales qui l'entourent, le follicule primordial